# Homotalismo
Homotalismo é um termo que se refere à existência num só organismo dos recursos necessários para se reproduzir de modo sexuado; em contraste com o heterotalismo.

## Ligação externa
- «Growth and Life Cycles (of Yeast)» (em inglês)